# Фторид бария
Фтори́д ба́рия — неорганическое вещество, бариевая соль плавиковой кислоты. Химическая формула — BaF2. 

## Описание
В мелкокристаллическом состоянии — белый труднорастворимый в воде порошок. Крупные монокристаллы бесцветны. Токсичен.

## Распространение в природе
Фторид бария встречается в природе в виде очень редкого минерала франкдиксонита.

## Физико-химические свойства

### Термодинамические параметры
- Энтальпия образования (298 К): −1187 кДж/моль
- Энтропия образования (298 К): 96,4 Дж/(моль·К)
- Энтальпия плавления: 17,5 кДж/моль
- Энтальпия кипения: 271 кДж/моль
- Теплоёмкость (298 К): 71,0 Дж/(моль·К)

### Растворимость
В воде труднорастворим (1,607 г/литр при 20 °C), практически нерастворим в органических растворителях.
Растворяется в соляной, азотной и фтористоводородной (плавиковой) кислотах.

## Методы получения
- В лаборатории обычно получают растворением карбоната бария (BaCO3) в плавиковой кислоте.
- В природе фторид бария встречается крайне редко, поэтому для промышленного синтеза используют реакцию BaCO3 с HF или NH4HF2.

## Химические свойства
- В водном растворе диссоциирует на ионы:

{\displaystyle {\mathsf {BaF_{2}\rightleftarrows Ba^{2+}+2F^{-}}}}
- При температуре 500 °C гидролизуется парами воды.
- C HF образует термически неустойчивые гидрофториды.

## Применение
- Компонент эмалей, защитных покрытий, стёкол.
- В металлургии в качестве флюса.
- Благодаря прозрачности для света от ультрафиолетового излучения до ближнего инфракрасного излучения из крупных монокристаллов изготавливают линзы и призмы для ИК-оптики и лазеров.
- Из-за анизотропии нелинейной оптической восприимчивости третьего порядка кристалл фторида бария широко применяется для улучшения временного контраста (и других характеристик) фемтосекундных лазерных импульсов в процессе нелинейной генерации кросс-поляризационного излучения (XPW generation[англ.]).
- Монокристаллы используются в качестве подложек для эпитаксиальных плёнок в полупроводниковой промышленности.
- Материал для просветляющих покрытий.
- Легированные монокристаллы используются в качестве сцинтилляторов для регистрации ионизирующих излучений.
- Сорбент при очистке гексафторида урана.

## Токсичность
Вещество ядовито. ПДК в воздухе производственных помещений до 1 мг/м³ (с обязательным контролем по ионам фтора. ЛД50 для крыс при пероральном введении составляет около 150 мг/кг.
В соответствии с ГОСТ 12.1.005-76 фторид бария относится ко II классу токсичности.